# الضوء في إحاطة العالم (فلم)
الضوء في إحاطة العالم (بالإنجليزية:The Light at the Edge of the World)، هي فيلم أمريكي من نوع المغامرة، أنتجت سنة 1971، من بطولة كيرك دوغلاس ويول براينر.
يصور القصة حول مجموعة من القراصنة الهمجيون يقطعون الطريق على الناس لقتلهم وأكل لحومهم سنة 1865، فيقوم دوغلاس بالانتقام من موت أصدقائه وحبيبته لقتل القراصنة.

## طاقم التمثيل
- كيرك دوغلاس في دور البطل (ويل دينتون)
- يول براينر في دور زعيم القراصنة (جونثان كونجين)
- سامانثا إيجر في دور امرأة جميلة تدعى (أرابيلا)

## وصلات خارجية
- مقالات تستعمل روابط فنية بلا صلة مع ويكي بيانات
- DVD Savant Review: "The Light at the Edge of the World"